# Kecamatan Purwodadi (distrikt i Indonesien, Jawa Tengah, lat -7,10, long 110,92)
Kecamatan Purwodadi är ett distrikt i Indonesien.   Det ligger i provinsen Jawa Tengah, i den västra delen av landet, 500 km öster om huvudstaden Jakarta.